# Paeonia obovata
Paeonia obovata es una planta herbácea nativea de las islas del norte de Japón. Anteriormente clasificada como Paeonia japonica (Makino) Miyabe y H.Takeda.

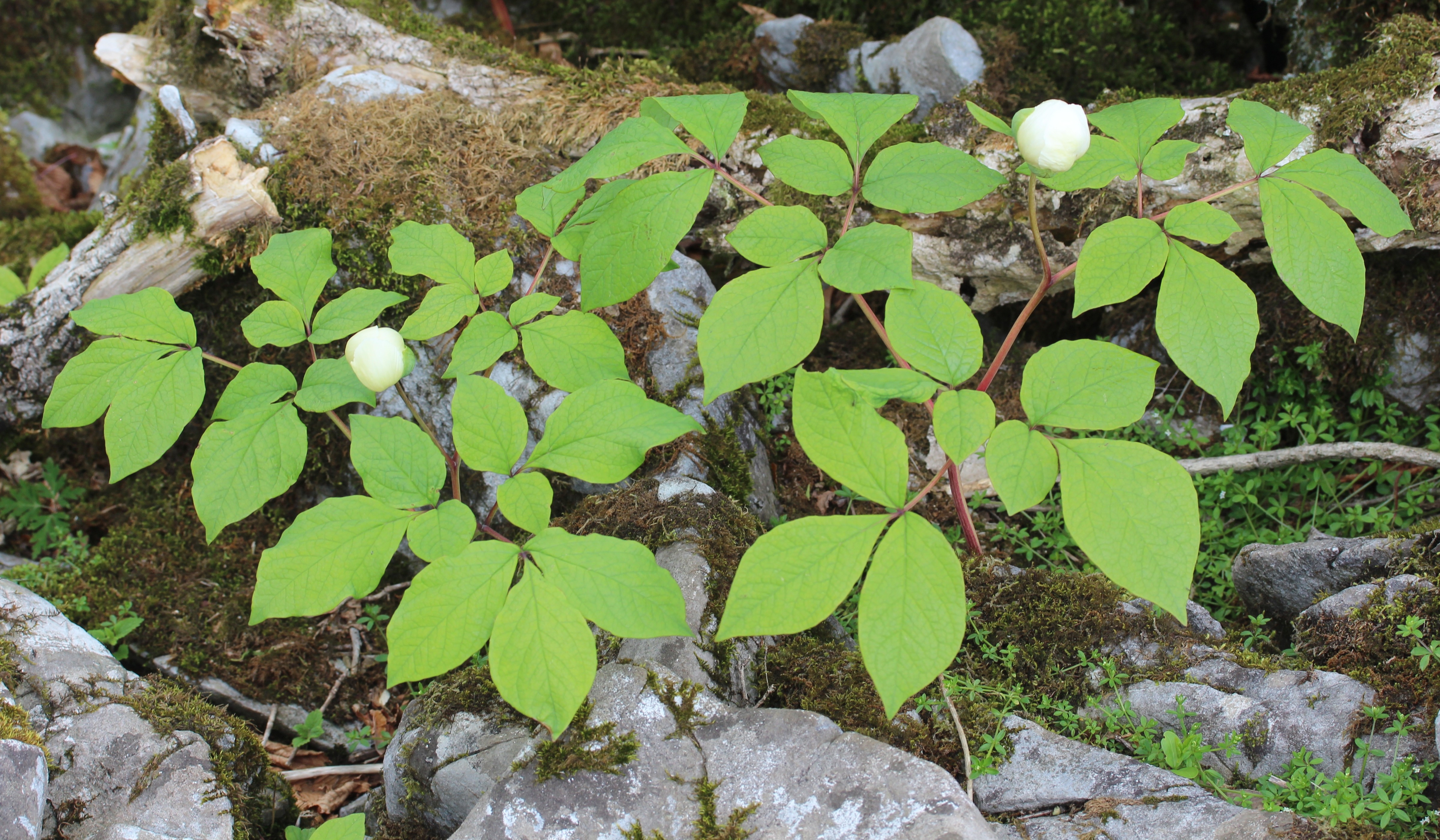
Capullo floral

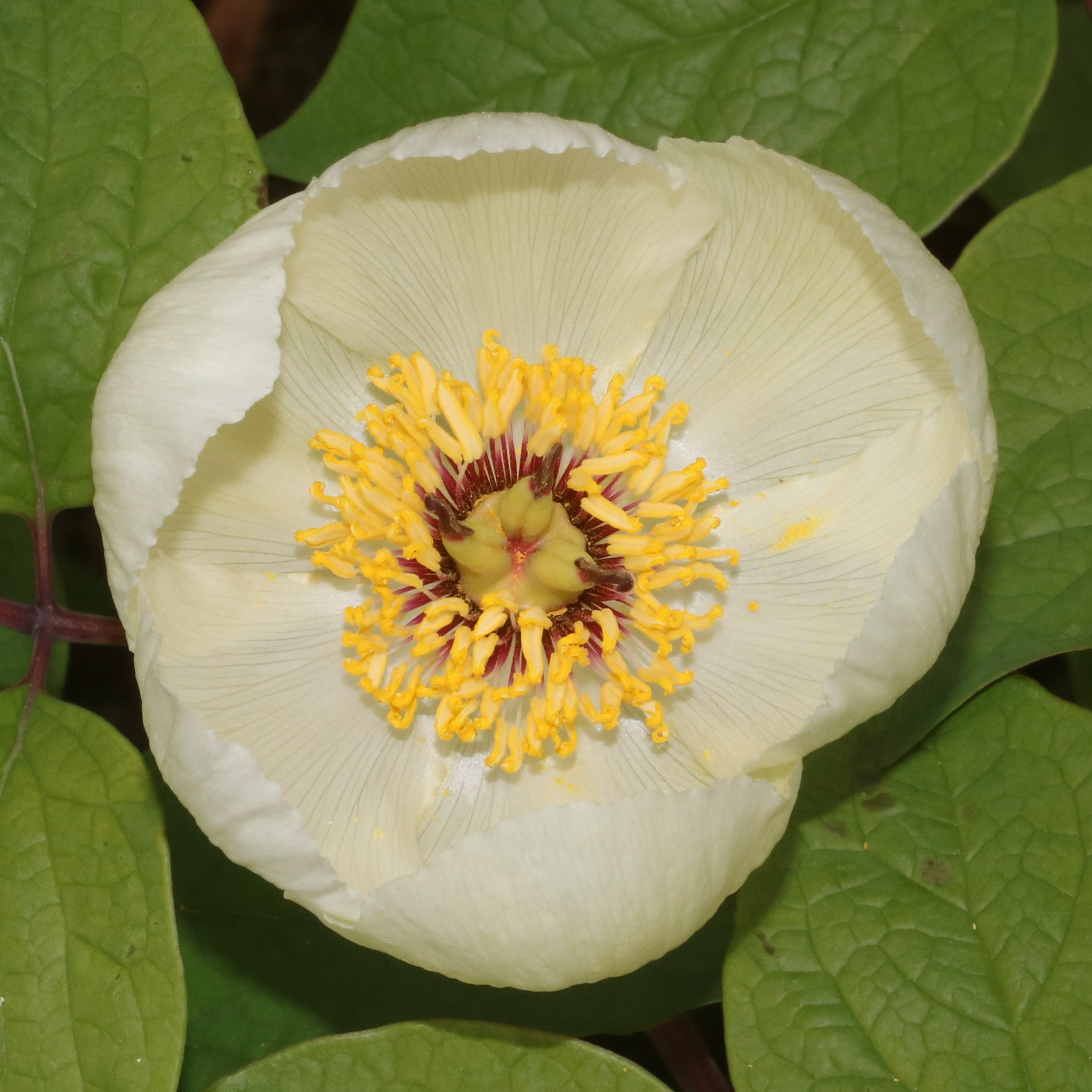
Flor

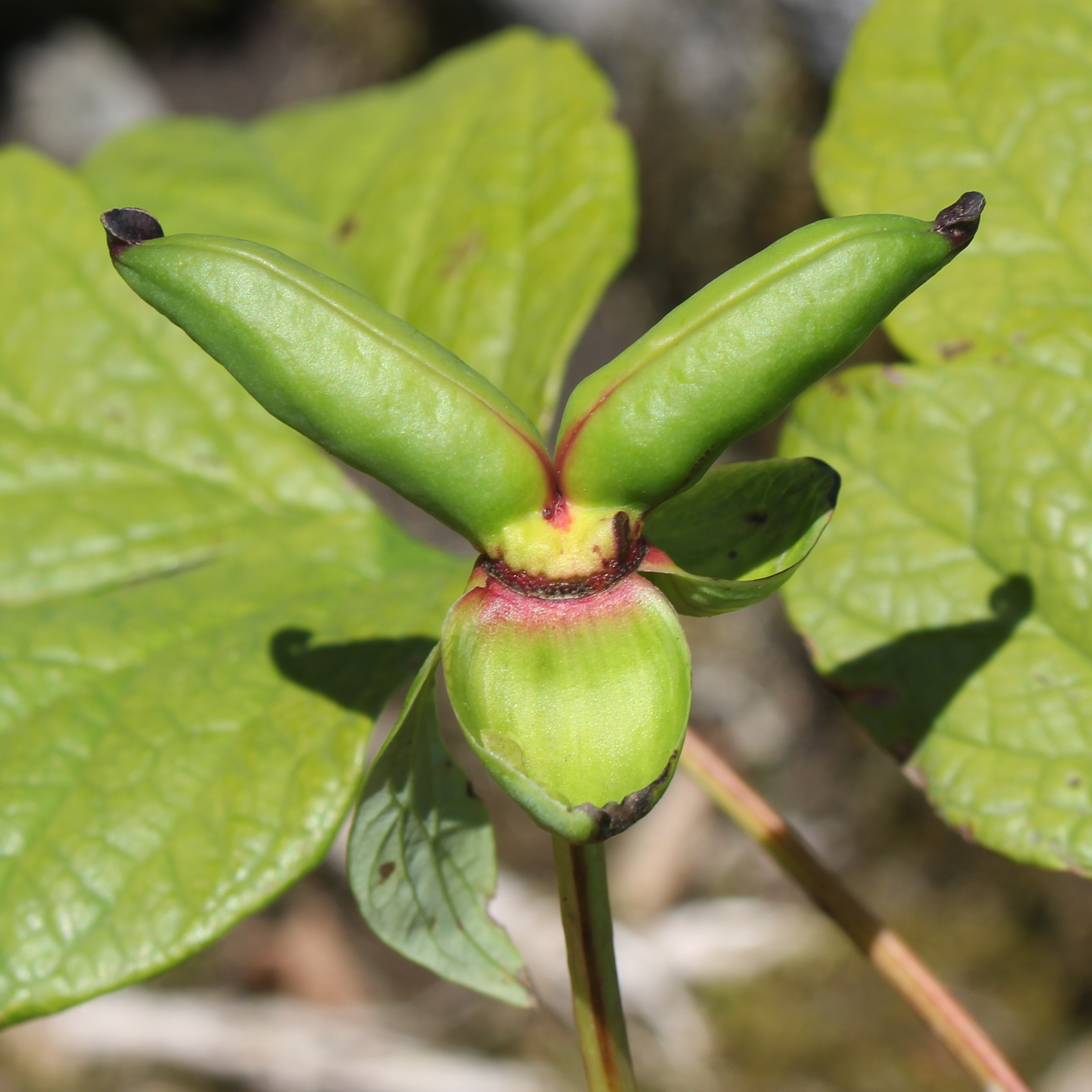
Fruto

## Descripción
La altura del tallo es de 30 a 40 cm.
Las hojas son alternas con 3 a 4 foliolos, folletos ovalados u obovados. Con una sola flor de 4 de 5 cm de diámetro en la punta del tallo, que abren hacia arriba. Hay por lo general tres sépalos del cáliz, con forma de hoja verde. Con un gran número de estambres de punta de color amarillo alrededor del pistilo que presenta una forma similar a un plátano. Corola con 5 a 7 pétalos blancos, su época de floración va de abril a junio Puede ser fruto negro y rojo y maduración de las semillas del fruto en el otoño.
El origen del nombre japonés es debido al hecho de que el conjunto de la planta es similar al de la peonía que crece en la montaña. Las plántulas se venden para jardinería paisajista como campos de hierba y para rocallas

## Distribución y hábitat
Península de Corea. Crece en la montaña, como planta de hoja caduca en el archipiélago de Japón en las islas de Hokkaido, Honshu, Shikoku, y Kyushu. Tiende a preferir la tierra de caliza.

## Especies relacionadas
- Paeonia japonica f. pilosa, Peonía de montaña pilosa
- Paeonia obovata Maxim. Peonía de montaña obovada: Distribuida en Hokkaido, Honshu, Shikoku y Kyushu en Japón y en Sajalín China, la parte noreste de la Península de Corea[7]。Está clasificada como especie amenazada. En la Lista Roja del Ministerio de especies vulnerables（VU).[6]
- Paeonia obovata f. glabra Peonía de montaña obovada sin pilosidad

## Estado de conservación de las especies
En la Lista Roja del Ministerio de Medio Ambiente se especifica en (NT) casi amenazada。En 2007, fue reclasificado de la anterior a especies vulnerables (Clase II en peligro de extinción)。La población total es de unos 20.000 especímenes, y la tasa de reducción promedio es de aproximadamente 40 %, se estima que la principal causa de la reducción es la recolección para uso en jardinería, la deforestación y la construcción de caminos forestales.
Por el Ministerio de Medio Ambiente, el Parque Nacional Joshinetsu Kogen, Parque Nacional de la montaña central, Parque Nacional Alpes Minami, Parque Nacional Chichibu Tama Kai, y el Parque Nacional de Tierras Altas Yatsugatake Chushin se han convertido en parques naturales en la conservación de la planta especificada.

## Taxonomía
Paeonia obovata fue descrita por Carl Johann Maximowicz y publicado en Mémoires de l'Académie Impériale des Sciences de Saint-Pétersbourg. Sixième Série. Sciences Mathématiques, Physiques et Naturelles. Seconde Partie: Sciences Naturelles 9: 29. 1859.
Etimología
Paeonia: nombre genérico en honor de Peón, el médico de los dioses que aparece mencionado en la Ilíada y en la Odisea de Homero. Curó a Ares cuando fue herido por Diomedes durante la guerra de Troya; también se menciona una curación anterior que le hizo a Hades de una flecha lanzada por Heracles en Pilos. También en Plinio el Viejo, libro 25, X, 1, que la recomienda contra «las pesadillas provocadas por los Faunos.»

obovata: epíteto latino que significa "ovoide".
Variedad aceptada
- Paeonia obovata subsp. willmottiae (Stapf) D.Y.Hong & K.Y.Pan

Sinonimia
- Paeonia japonica (Makino) Miyabe & H.Takeda
- Paeonia japonica (Makino) Miyabe & Takeda
- Paeonia japonica f. pilosa (Nakai) W.Lee
- Paeonia japonica var. pilosa Nakai
- Paeonia obovata var. alba Saunders
- Paeonia obovata f. albiflora M.Mizush. ex T.Shimizu
- Paeonia obovata var. amurensis Schipcz.
- Paeonia obovata var. australis Schipcz.
- Paeonia obovata var. glabra Makino
- Paeonia obovata subsp. japonica (Makino) Halda
- Paeonia obovata var. japonica Makino
- Paeonia obovata subsp. obovata
- Paeonia obovata f. oreogeton (S.Moore) Kitag.
- Paeonia oreogeton S.Moore
- Paeonia vernalis Mandl[14]